# 平郭県 (営口市)
平郭県（へいかく-けん）は中華人民共和国遼寧省にかつて存在した県。現在の蓋州市南西部に相当する。
前漢により設置され、後燕の光始年間により廃止された。